# Richard Preu
Richard Julius Preu, ab 1907 von Preu, (* 13. Dezember 1837 in Kirchheim unter Teck; † 28. April 1910 in Stuttgart) war ein deutscher Verwaltungsbeamter.

## Leben
Richard Preu, Sohn eines Hofrats, studierte von 1858 bis 1860 Regiminalwissenschaft an der Eberhard Karls Universität Tübingen. 1858 wurde er Mitglied des Corps Franconia Tübingen. Während seines Studiums leistete er 1859 als Leutnant den Militärdienst. 1860 und 1862 legte er die Dienstprüfungen ab. Anfang 1866 wurde Preu definitiver Oberamtsaktuar des Oberamts Nürtingen, im Herbst des gleichen Jahres Polizeikommissar der Stadt Stuttgart, Ende 1870 Hilfsarbeiter der Stadtdirektion Stuttgart und 1872 Amtmann beim Oberamt Künzelsau und Kollegialhilfsarbeiter bei der Regierung des Jagstkreises in Ellwangen. 1876 wurde er zum Oberamtmann des Oberamts Aalen ernannt. 1881 wechselte er als Oberamtmann zum Oberamt Gmünd. 1889 wurde ihm der Titel Regierungsrat verliehen. 1894 wechselte er abermals als Oberamtmann zum Oberamt Tübingen. 1906 erhielt er den Titel Oberregierungsrat. 1907 wurde er pensioniert.

## Auszeichnungen
- Ritterkreuz des Ordens der Württembergischen Krone, 1899
- Ehrenkreuz des Ordens der Württembergischen Krone, verbunden mit der Erhebung in den persönlichen Adelsstand (Nobilitierung), 1907
- Ritterkreuz 1. Klasse des Friedrichs-Ordens
- Karl-Olga-Medaille in Silber